# August Sander
August Sander (Herdorf, Imperio Alemán, 17 de noviembre de 1876 - Colonia, República Federal de Alemania, 20 de abril de 1964) fue un fotógrafo alemán, conocido principalmente por su amplio proyecto documental Hombres del siglo XX (Menschen des 20. Jahrhunderts).

## Biografía
Hijo de un carpintero que trabaja en una mina, es ahí donde Sander aprende los primeros rudimentos de la fotografía, ayudando a un fotógrafo que trabaja para la empresa minera. Con el apoyo económico de su tío, compra un equipo fotográfico y construye un cuarto oscuro. Realiza su servicio militar entre 1897 y 1899 como asistente del fotógrafo; los años siguientes, viaja a través del Imperio Alemán.
En 1901 comienza a trabajar para un estudio fotográfico en Linz, convirtiéndose en su primer socio en 1902 y, a continuación, en su único propietario. En 1909 se marcha y abre un nuevo estudio en Colonia.
En la década de 1910, Sander comienza un catálogo de la sociedad contemporánea alemana a través de una serie de retratos: se trata de su proyecto Hombres del siglo XX (Menschen des 20. Jahrhunderts). En los primeros años 1920, el fotógrafo se suma al Grupo de Artistas Progresistas de Colonia (Kölner Progressive). En 1927, junto con el escritor Ludwig Mathar, viaja a Cerdeña durante tres meses, haciendo alrededor de 500 fotografías; sin embargo, su detallado diario de estos viajes nunca se completará.
Sander publica en 1929 su primer libro, El rostro de nuestro tiempo (Antlitz der Zeit): contiene una selección de 60 retratos del proyecto Hombres del siglo XX.
Con la llegada de los nazis al poder en 1933, su trabajo y su vida personal se ven gravemente afectados. Su hijo Erich Sander, miembro del Partido de los Trabajadores Socialistas de Alemania (Sozialistische Arbeiterpartei Deutschlands), es detenido en 1934 y condenado a 10 años de cárcel (fallecerá en 1944, poco antes de la finalización de su condena y del final de la guerra).
El libro El rostro de nuestro tiempo es incautado en 1936 por los nazis y las placas destruidas. Durante la década siguiente, Sander se dedica principalmente a fotografiar la naturaleza y el paisaje. Cuando estalla la Segunda Guerra Mundial, se traslada de Colonia a una zona rural. Su estudio es destruido en 1944 durante un bombardeo.
Aparte de un trabajo iniciado en 1946 sobre los estragos de la guerra en Colonia, Sander deja práctimente de ejercer como fotógrafo tras la Segunda Guerra Mundial. Fallece en Colonia en 1964, tres años después de haber recibido el premio de cultura de la asociación alemana de fotografía.

## Recepción

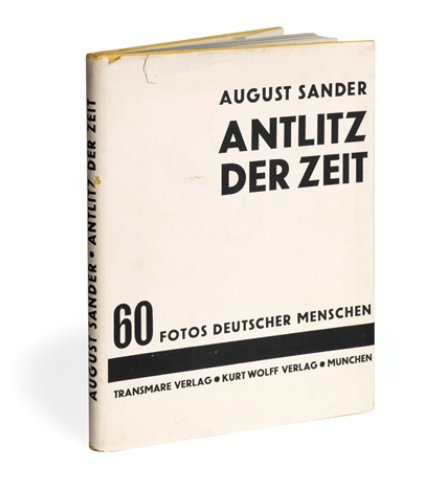
Portada de El rostro de nuestro tiempo (Antlitz der Zeit, 1929)

El trabajo de Sander incluye fotografías de paisajes, naturaleza, arquitectura y fotografía callejera, pero es especialmente famoso por sus retratos, como lo demuestra la serie Hombres del siglo XX, en la que trata de ofrecer un catálogo de la sociedad alemana durante la República de Weimar. La serie se divide en siete secciones: «El campesino», «El artesano», «La mujer», «Los trabajadores cualificados», «Los artistas», «La gran ciudad» y «Los últimos hombres» (marginales, enfermos y ancianos).
En su Breve historia de la fotografía (1931), el pensador alemán Walter Benjamin escribe:

Quizás, de la  noche  a  la  mañana,  crezca  la  insospechada  actualidad  de  obras  como  la  de  Sander. Desplazamientos del poder, tan inminentes entre nosotros, suelen hacer una necesidad vital de  la  educación,  del  afinamiento  de  las  percepciones  fisionómicas.  Ya  vengamos  de  la derecha o de la izquierda, tendremos que habituarnos a ser considerados en cuanto a nuestra procedencia. También nosotros tendremos que mirar a los demás. La obra de Sander es más que un libro de fotografías: es un atlas que ejercita.
Walter Benjamin, Breve historia de la fotografía (1931).

En Estados Unidos, el fotógrafo Walker Evans aprecia la obra de Sander y realiza un trabajo similar en la década de 1930, retratando a los estadounidenses durante la Gran Depresión.

## Museos
Algunos museos con obras de August Sander:
- Metropolitan Museum of Art[7]
- Museo J. Paul Getty[8]
- Instituto Valenciano de Arte Moderno[9][10]

## Exposiciones
Exposiciones más importantes de August Sander:

### En vida del autor
- 1906 - Linz Große Ausstellung photographischer Bildnisse aus dem Atelier August Sander,  Landhaus-Pavillon
- 1927 - Colonia, Kölnischer Kunstverein
- 1951 - Colonia,
- 1956 - Nueva York, Museum of Modern Art (MoMA), exposición colectiva con Manuel Álvarez Bravo, Walker Evans y Paul Strand
- 1958 - Herdorf, aus Anlass der Ehrenbürgerwürde
- 1956 - Nueva York, Museum of Modern Art
- 1959 - Colonia August Sander - Gestalten seiner Zeit, Deutsche Gesellschaft für Photographie (DGPh)

### Después de su muerte
- 1969 - Nueva York, Museum of Modern Art
- 1972 - Nueva York, Sonnabend Gallery[15]
- 1975 - Múnich, Stadt und Land, Westfälischer Kunstverein
- 1976 - Chicago, The Art Institute of Chicago[16]
- 1977 - Edimburgo
- 1977 - Zúrich Menschen ohne Maske, Fotografien 1906–1952, , Kunstgewerbemuseum
- 1978 - Linz, Stadtmuseum
- 1980 - Berlín Este, representación permanente de la república federal alemana, con Bernd und Hilla Becher[17]
- 1981 - Leipzig, Galerie der Hochschule für Grafik und Buchkunst[18]
- 1985 - Valencia, Sala Parpallo[19]
- 1993 - Aix-en-Provence, Antlitz der Zeit[20]
- 1994 - Moscú, Museo Pouchkine[21]
- 1994 - Tokio, Museum of Contemporary Art[20]
- 1995 - Bonn, Kunstmuseum[22]
- 1996 - Colonia, August Sander (1876–1964). Fotógrafos de la primera mitad del siglo XX, Rheinhalle 1 Rheinhallen[23]
- 1997 - Colonia, August Sander, Karl Blossfeldt, Albert Renger-Patzsch, Bernd et Hilla Becher: Vergleichende Konzeptionen Die Photographische Sammlung, Cologne, Mediapark[24]
- 1997 - Colonia, August Sander. Photographien 1902–1939, Die Photographische Sammlung,  Mediapark[25]
- 2000 - Colonia, Zeitgenossen. August Sander y la escena artística en Renania en el siglo XX, Josef-Haubrich-Kunsthalle[26]
- 2001 - Colonia, August Sander : Menschen des 20. Jahrhunderts, Die Photographische Sammlung, Cologne, Mediapark[27]
- 2002 - Madrid, PHotoEspaña[28]
- 2004 - Fráncfort del Meno, Städel-Museum[29]
- 2004 - Berlín, August Sander : Menschen des 20. Jahrhunderts Das große Portraitwerk und Arbeiten seiner Künstlerfreunde, Martin-Gropius-Bau[30]
- 2004 - Fráncfort del Meno, August Sander : Menschen des 20. Jahrhunderts Das große Portraitwerk, Städelsches Kunstinstitut und Städtische Galerie[30]
- 2004 - Nueva York, August Sander : Menschen des 20. Jahrhunderts Das große Portraitwerk, Metropolitan Museum of Art[31]
- 2006 - Colonia, August Sander, Linzer Jahre 1901–1909, August Sander, Die Photographische Sammlung, Mediapark[32]
- 2008 - París, August Sander, Una selección de retratos: "Hommes du XXe siècle", Goethe-Institut.[33]
- 2018 - París, Mémorial de la Shoah, «Persécutés / Persécuteurs, des Hommes du XXe siècle».[34]
- 2019 - Barcelona, August Sander, Fotografies de "Gent del segle XX".[35]